# Rose-Marie Ormond
Rose-Marie Ormond, née le 5 novembre 1893 à Tunis et tuée lors du bombardement de l'Église Saint-Gervais dans le 4e arrondissement de Paris le 29 mars 1918, est une infirmière française du XXe siècle. Nièce du peintre américain John Singer Sargent, elle est le modèle d'une quinzaine de ses œuvres entre 1907 et 1912.

## Biographie
Rose-Marie Ormond, née le 5 novembre 1893 à Tunis, est la fille de Louis Francis Ormond (1866-1948) et de Violet Sargent (1870-1955).
Son père Francis est l'unique héritier d'une riche famille installée en Suisse qui a prospéré dans l'industrie des cigares. Celui-ci passe l'essentiel de son temps à explorer le monde avec son épouse. Leurs deux filles ainées sont confiées à la garde de leur grand-mère paternelle, Marie-Marguerite Ormond et alternent les séjours entre leurs propriétés : le château de Crevin près de Genève, la villa Ormond à Sanremo, un appartement au 3e étage de l'hôtel particulier du 42 avenue Foch à Paris.
Comme les enfants de son milieu social, Rose-Marie n'est pas scolarisée mais étudie avec des précepteurs, sous la supervision de sa grand-mère qui attache beaucoup d'importance à sa formation.
Sa mère Violet est américaine et sœur du peintre, installé en Europe, John Singer Sargent. Lorsque le peintre cesse de réaliser des commandes de portraits, il passe plus de temps avec sa famille et prend pour modèle, sa sœur Violet et ses nièces. Rose-Marie est son modèle préféré et pose pour plusieurs tableaux peints par son oncle. Karen Corsano et Daniel Williman écrivent que de 1906 à 1913, Rose-Marie est la jeune étoile des études de portraits de John Singer Sargent.
Lorsqu'elle vient à Paris, sa grand-mère rencontre fréquemment ses deux cousines issues de germains. L'une d'elle, Blanche de Varigny, est la tante de Robert André-Michel (1884-1914), un archiviste-paléographe français, membre de l'École française de Rome entre 1908 et 1910. C'est probablement dans ce cercle familial parisien que Rose-Marie et Robert se rencontrent. Ils se marient le 5 août 1913 à la mairie du 16e arrondissement de Paris, avec pour témoins Émile Boutroux, directeur de la Fondation Thiers, Charles Massigli, John Singer Sargent et Henry de Varigny.
Presqu'un an jour pour jour après leur mariage, la Première Guerre mondiale éclate et Robert est mobilisé comme sergent de réserve. Elle s'engage alors auprès de la Croix-Rouge et s'installe chez ses beaux-parents à Paris. Quelques jours après son arrivée dans les tranchées, Robert se fait tuer à Crouy près de Soissons le 13 octobre 1914. Malgré la proposition de ses parents de les rejoindre à Londres, elle décide de rester auprès des parents de Robert et aide son père, André Michel, à organiser les derniers textes de son défunt mari pour les faire publier. Sept mois plus tard, veuve de guerre, elle veut s'investir davantage dans l'effort de guerre et rejoint l'annexe de l'hôpital des Quinze-Vingts, rue de Reuilly, pour être infirmière auprès des soldats ayant perdu la vue. C'est là qu'elle travaillera jusqu'à la fin de sa vie.
En juin 1917, le front s'étant suffisamment éloigné vers l'est, André Michel obtient un laisser-passer pour se rendre avec elle sur la tombe de Robert à Crouy.
Le 29 mars 1918, l'artillerie allemande équipée de canons géants Pariser Kanonen installés à proximité de Crépy tire des obus sur la capitale située à 120 km et atteignent l'église Saint-Gervais à Paris pendant la messe du Vendredi saint. Rose-Marie Ormond, qui assiste à la messe, fait partie des 92 victimes civiles tuées par l'effondrement de la voûte et du deuxième pilier de la façade latérale gauche de l'église, elle a le crâne fracassé par un bloc de pierre,,.
Après avoir été inhumée à Montmorency, sa famille fait construire par l'architecte Emmanuel Pontremoli un monument funéraire pour elle et son époux, à proximité du petit cimetière militaire où il reposait, sur le chemin de la ferme du Meunier Noir à Crouy,.

## Tableaux de John Singer Sargent la représentant
- The Chess Game, 1907
- The Brook, 1907
- The Black Brook, Tate Britain, Londres, 1908
- Rose-Marie Ormond Reading in a Cashmere Shawl, Los Angeles County Museum of Art, Los Angeles, 1908-1912
- Nonchaloir (Repose), National Gallery of Art, Washington D. C., 1911
- The Cashmere Shawl, Museum of Fine Arts, Boston, 1911
- Simplon Pass: The Tease, Museum of Fine Arts, Boston, 1911
- Simplon Pass: Reading, Museum of Fine Arts, Boston, 1911
- Simplon Pass The Lesson, Museum of Fine Arts, Boston, 1911
- The Lady with the Umbrella, Musée de Montserrat, Monistrol de Montserrat, 1911
- Two Girls in White Dresses, Nationalmuseum, Stockholm, 1911
- Rose-Marie Ormond, 1912
- Girl in a Pink Dress: Reading, 1912
- The Pink Dress, 1912
- Two Girls Fishing, Cincinnati Art Museum, Cincinnatti, 1912

## Galerie

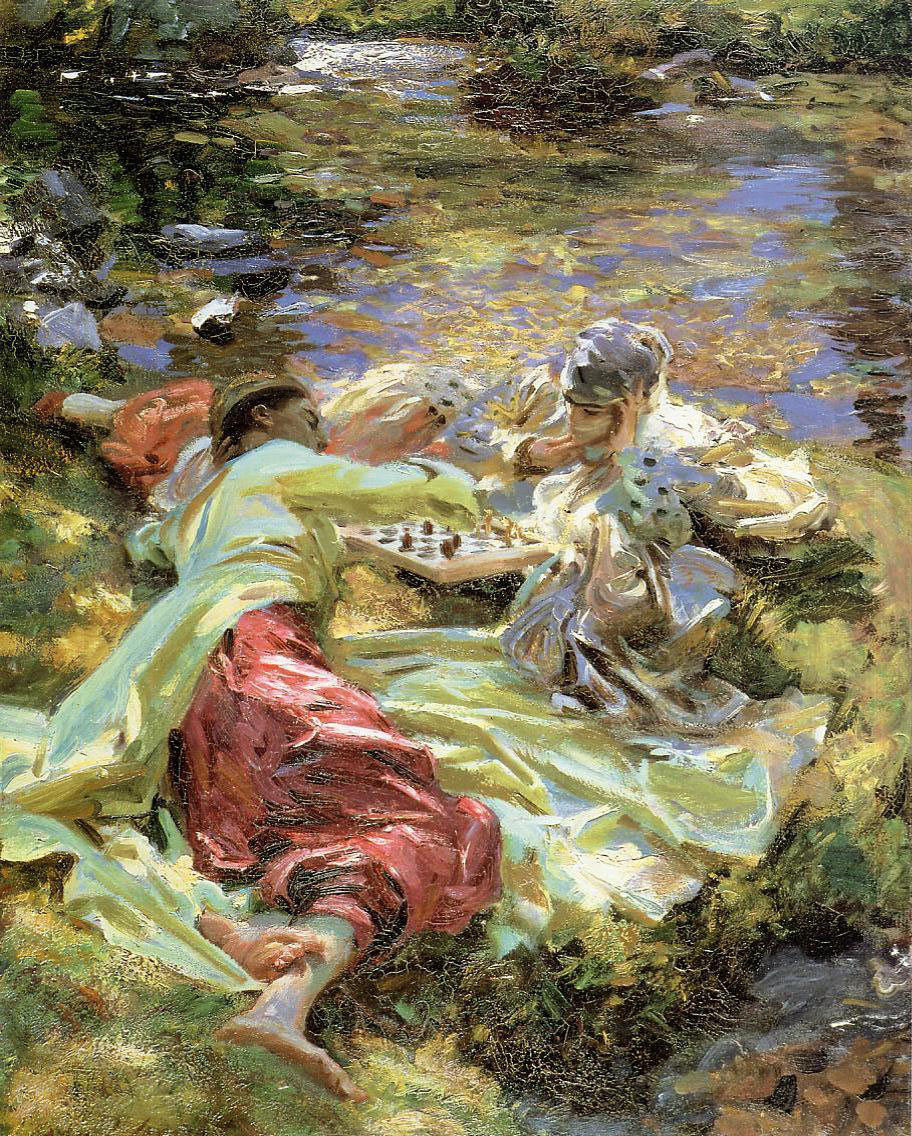
The Chess Game
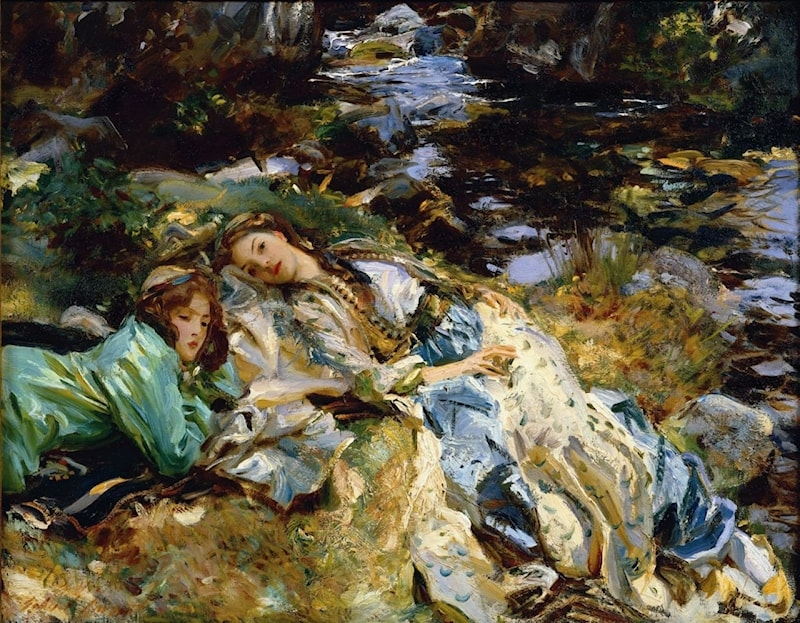
The Brook
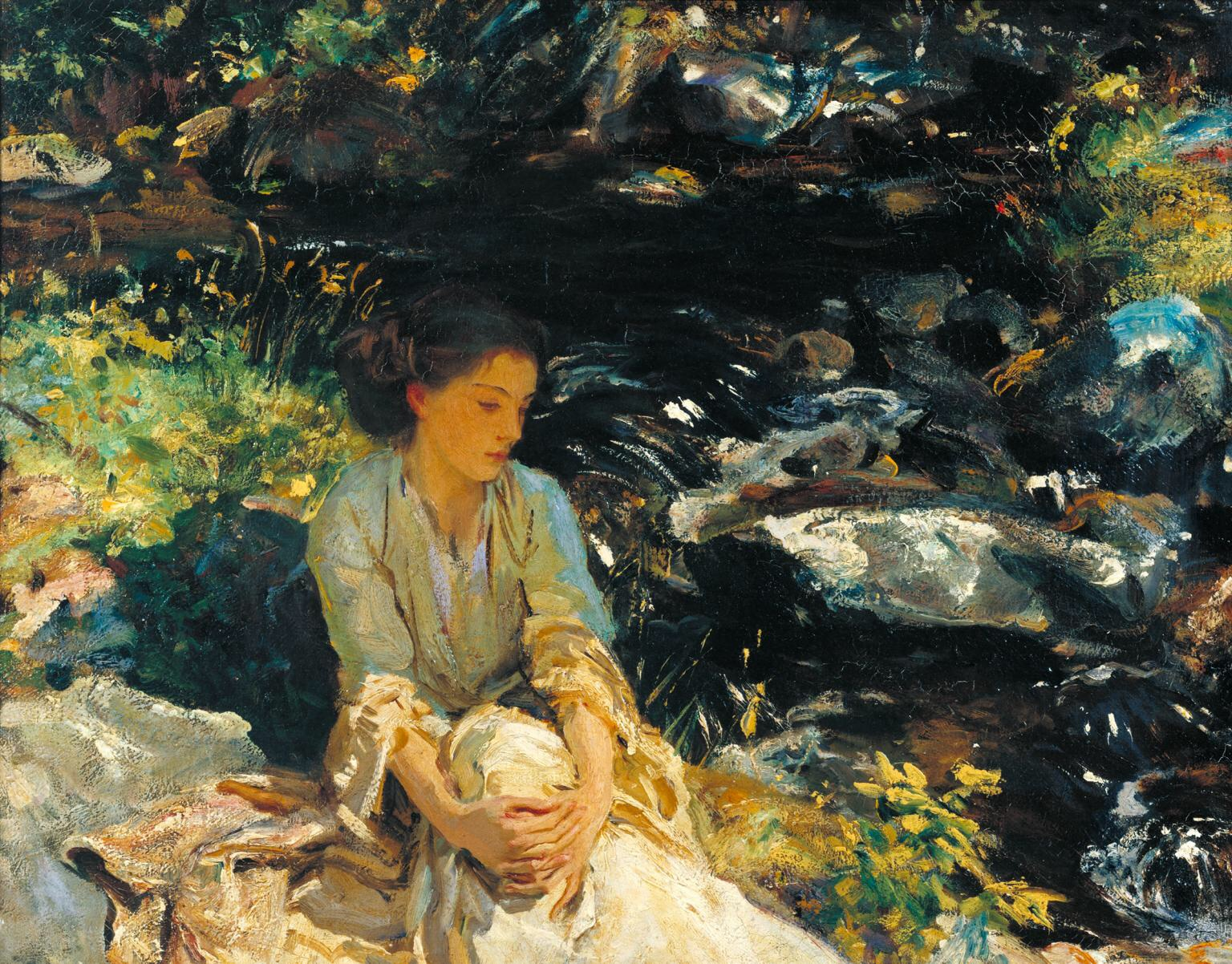
Black Brook
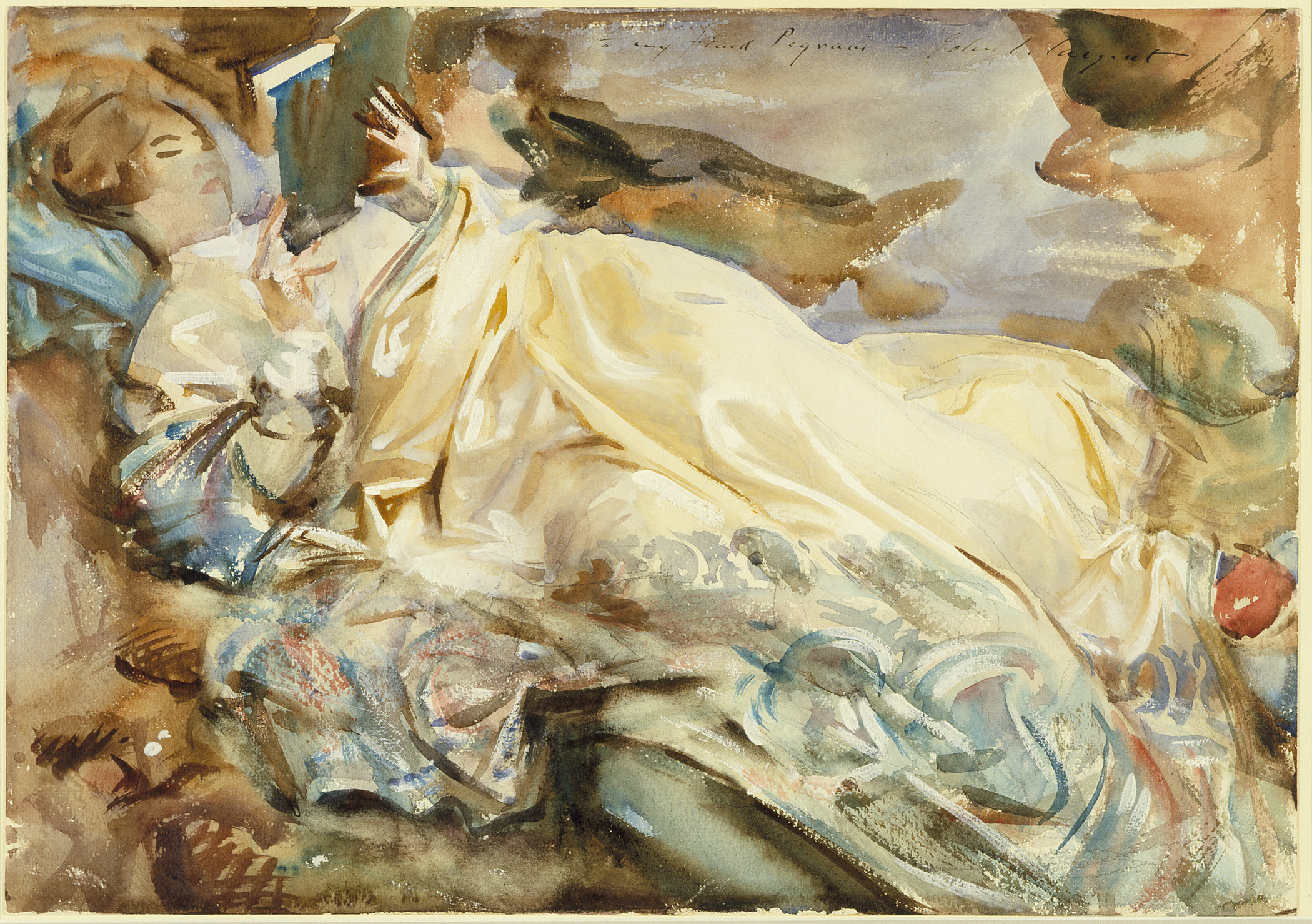
Rose-Marie Ormond Reading in a Cashmere Shawl
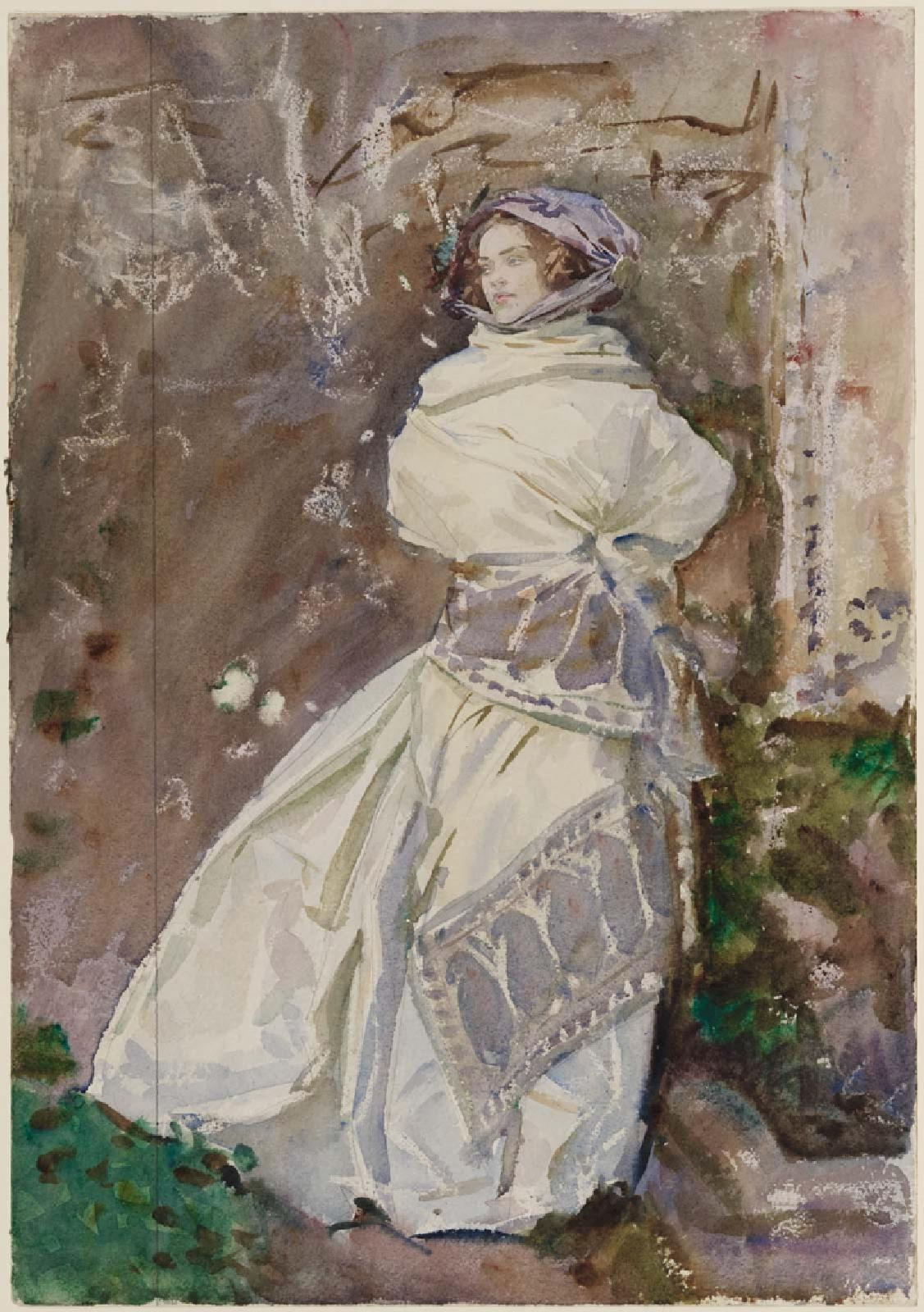
The Cashmere Shawl
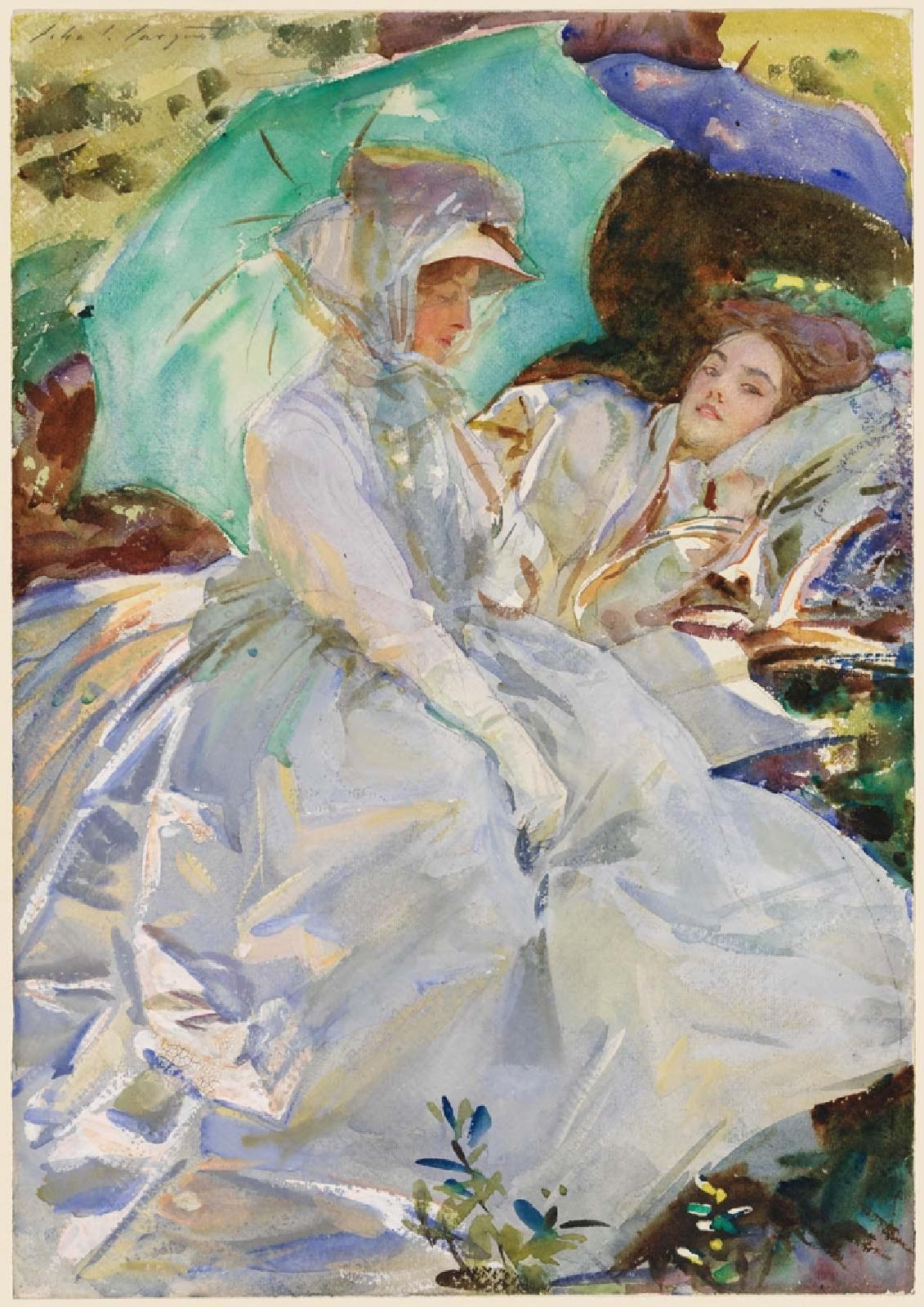
Simplon Pass - Reading
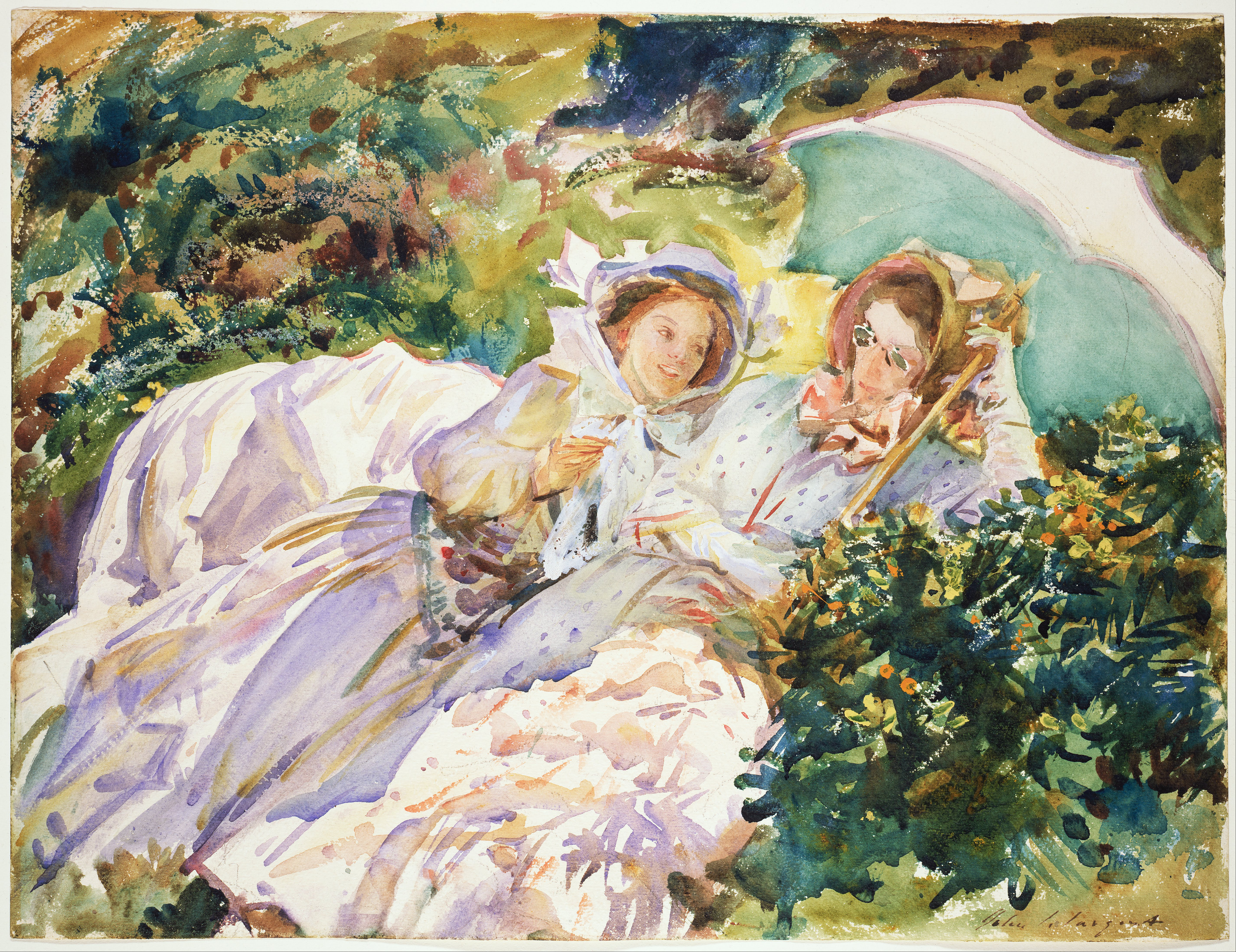
Simplon Pass - The Tease
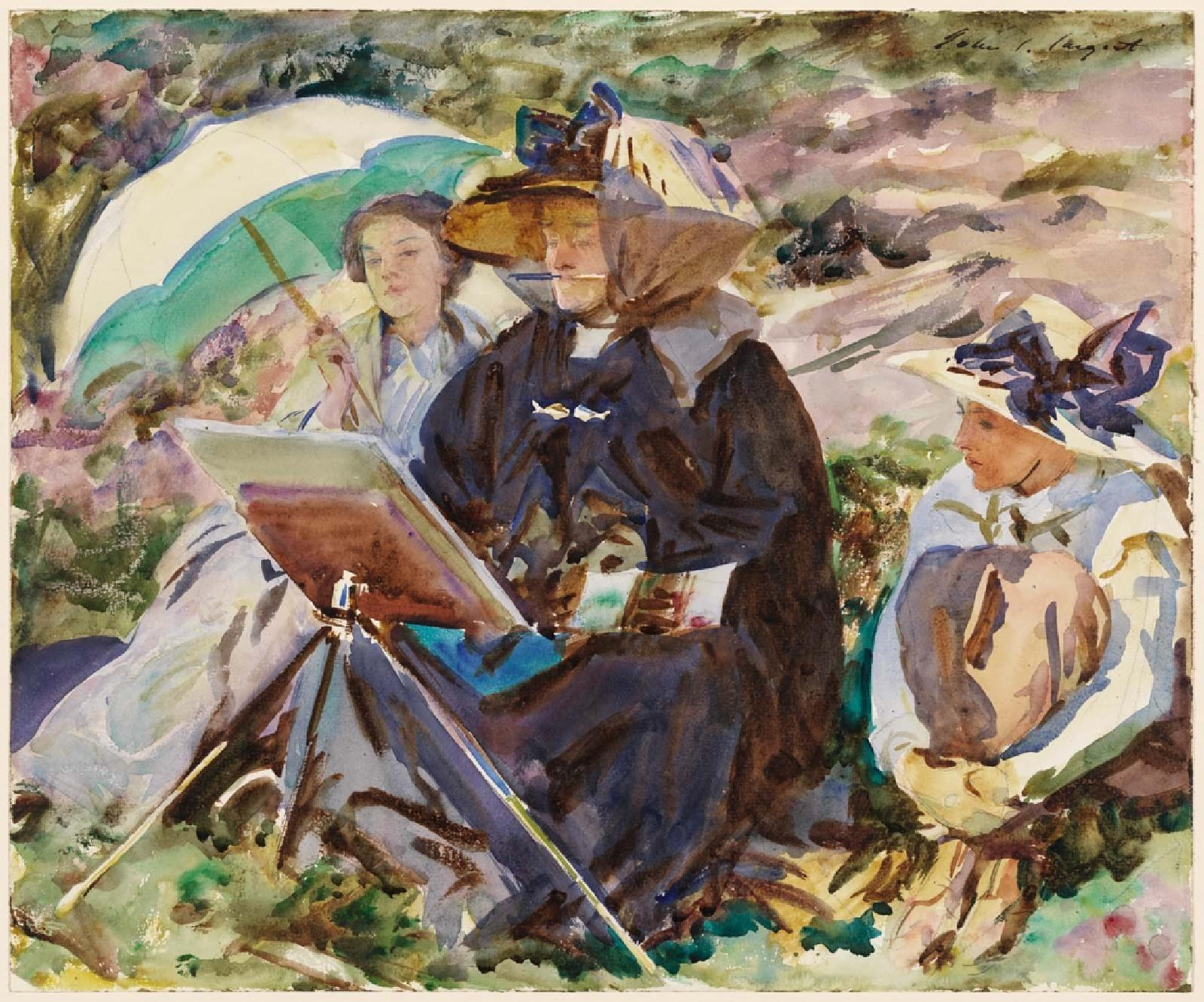
Simplon Pass - The Lesson
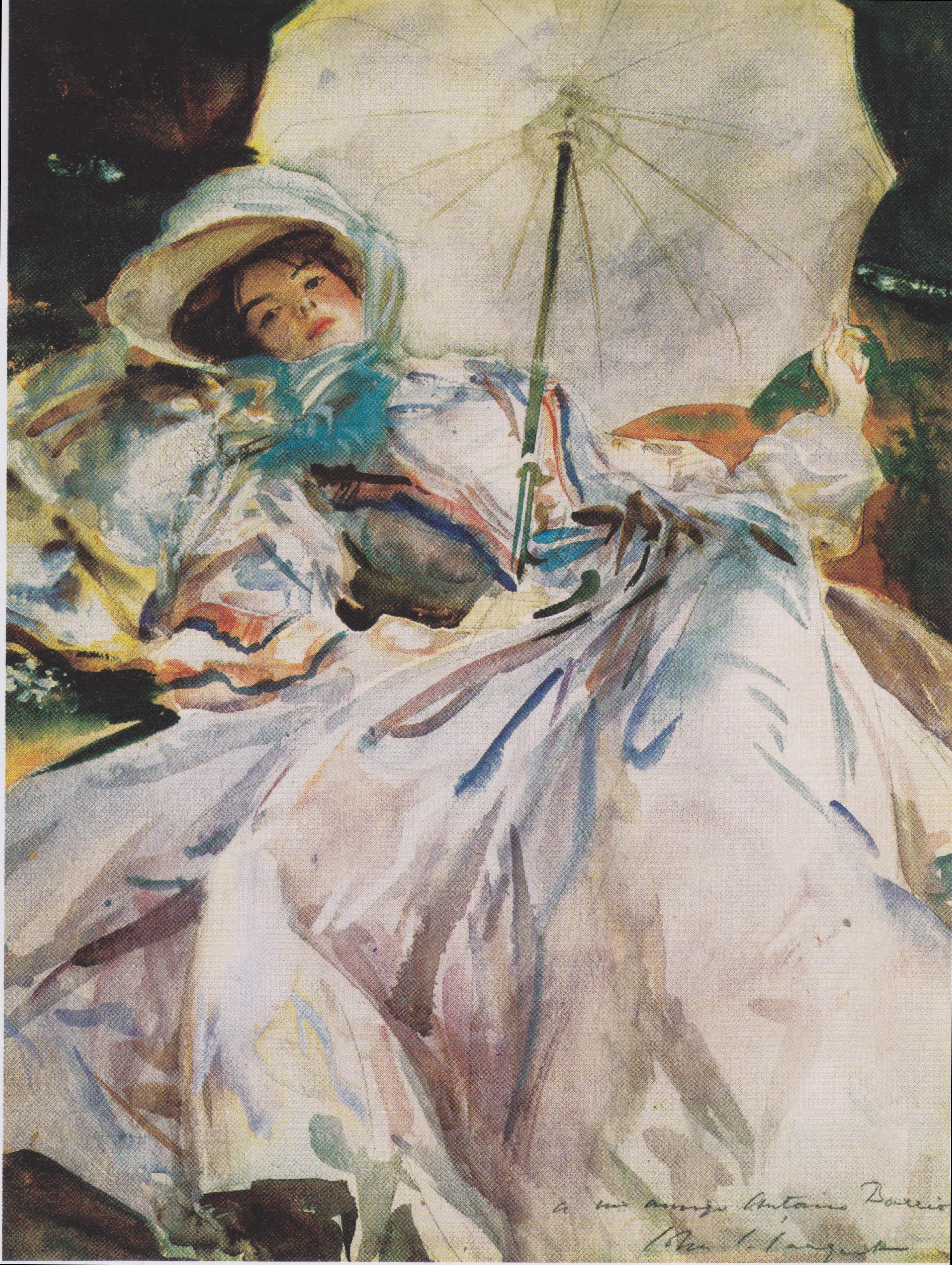
The Lady with the Umbrella
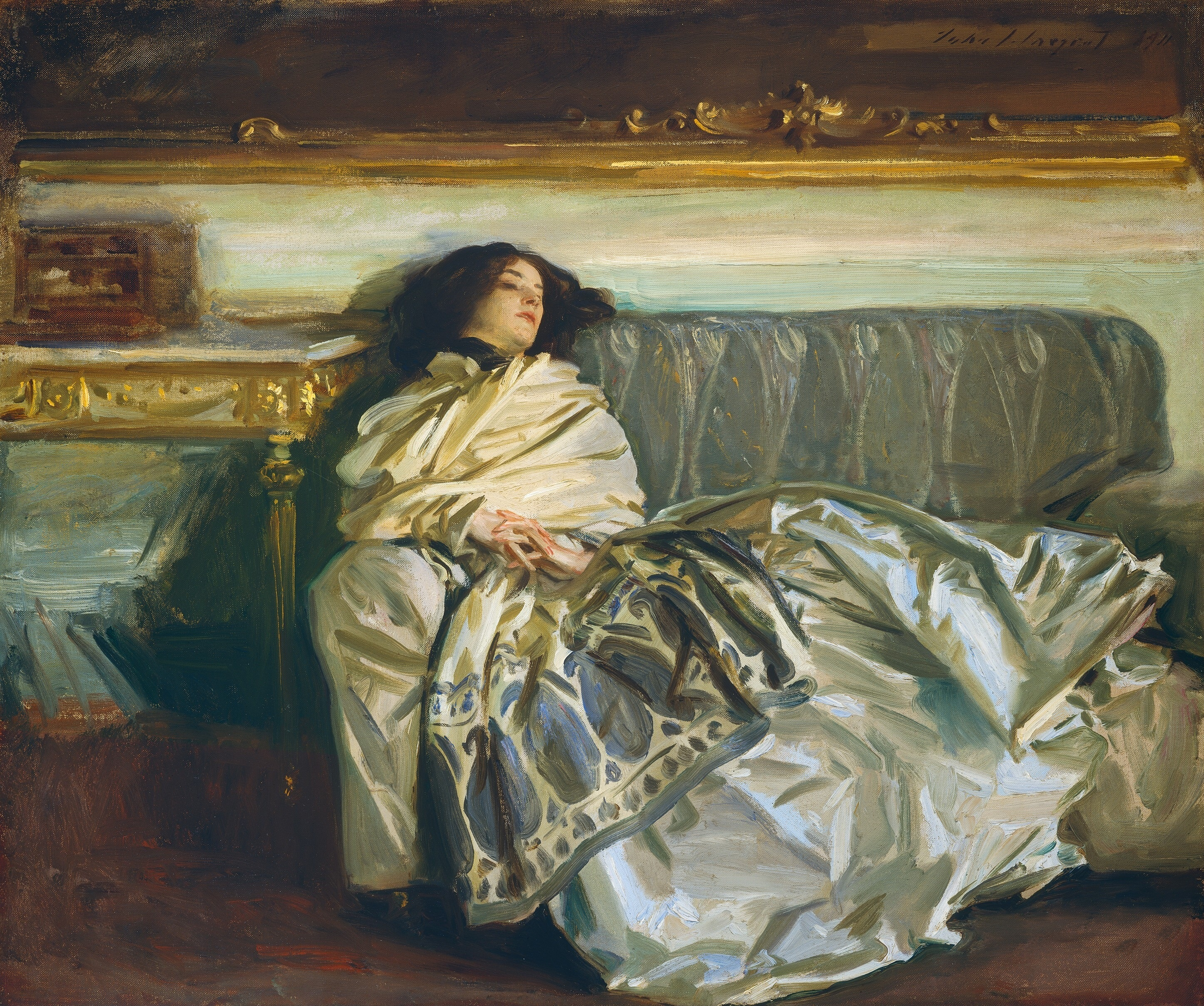
Nonchaloir (Repose)
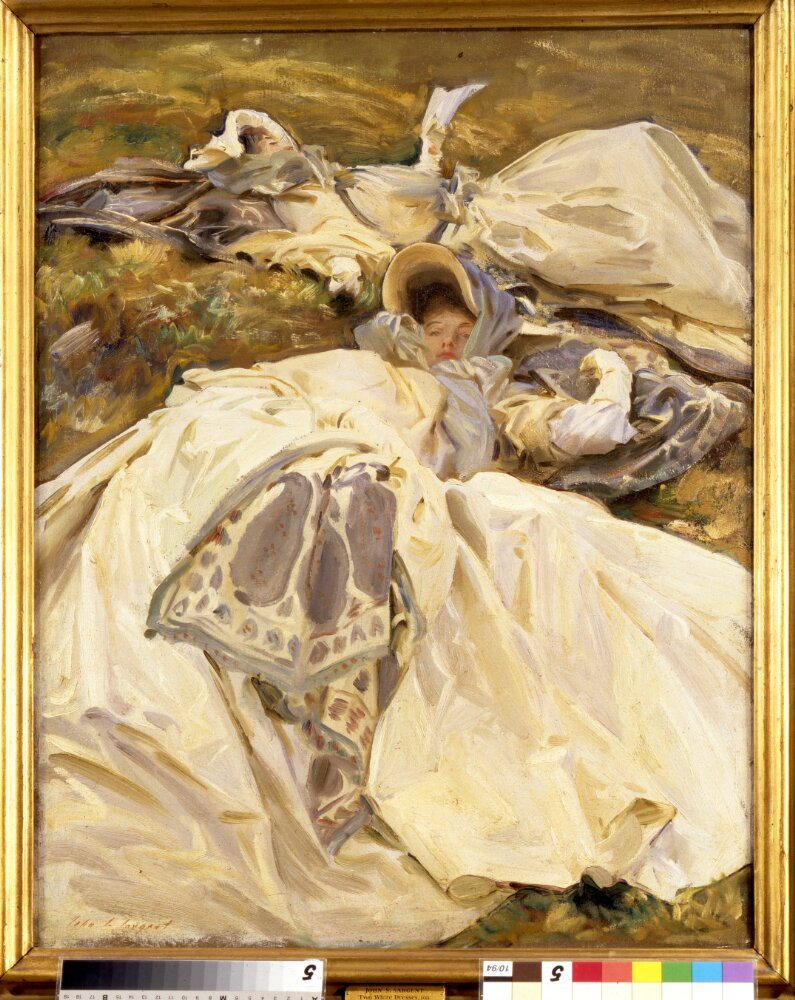
Two Girls in White Dresses
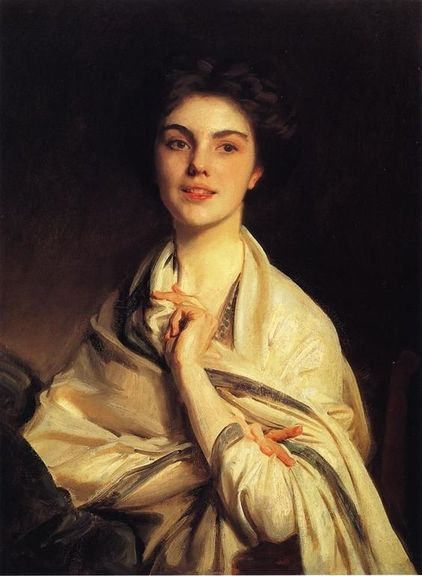
Rose-Marie Ormond
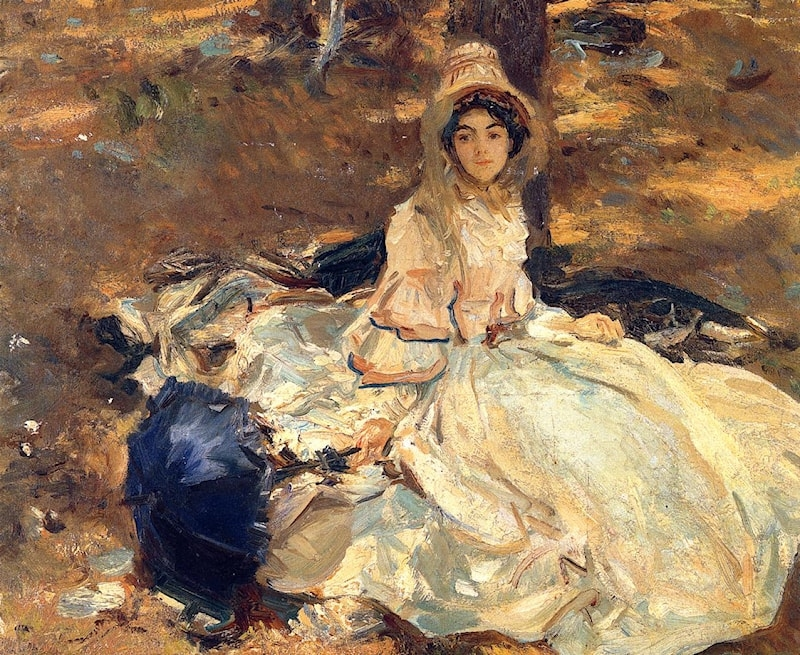
The Pink Dress
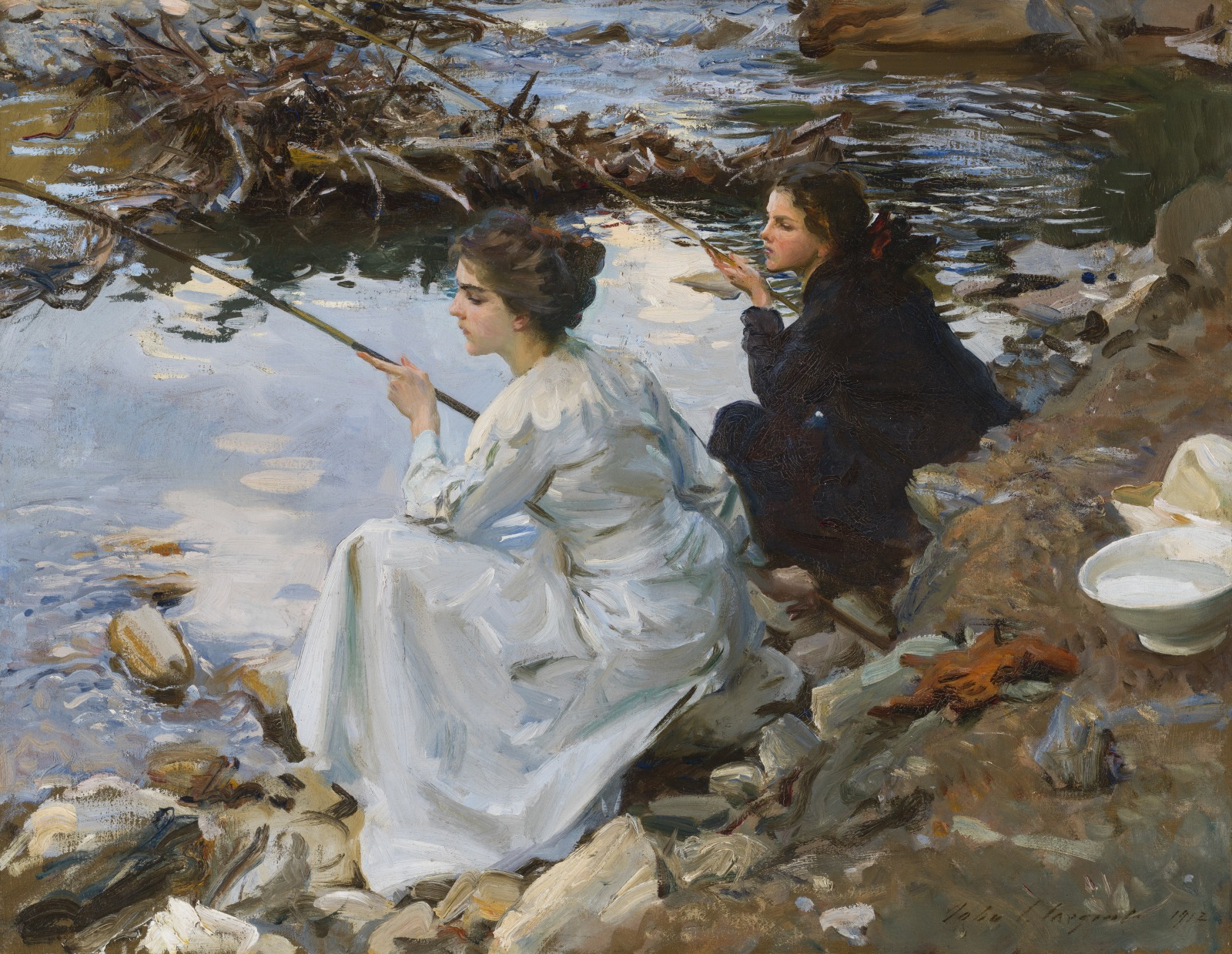
Two Girls Fishing

## Hommages
- Son nom figure dans Le Livre d’or des Victimes du bombardement de l’Église Saint-Gervais publié en 1919 par Paul de Coubertin.